# Bristol (Florida)
Bristol város az USA Florida államában. Lakosainak száma 918 fő (2020. április 1.).

## Népesség
A település népességének változása:
| Lakosok száma | 845  | 996  | 918  |
|               | 2000 | 2010 | 2020 |